# 1106
| Calendário gregoriano                                                        | 1106 MCVI                                             |
| Ab urbe condita                                                              | 1859                                                  |
| Calendário arménio                                                           | 555 – 556                                             |
| Calendário bahá'í                                                            | -738 – -737                                           |
| Calendário budista                                                           | 1650                                                  |
| Calendário chinês                                                            | 3802 – 3803 Início a 6 de fevereiro (aproximadamente) |
| Calendário copta                                                             | 822 – 823                                             |
| Calendário etíope                                                            | 1098 – 1099                                           |
| Calendários hindus - Vikram Samvat - Calendário nacional indiano - Cáli Iuga | 1161 – 1162 1027 – 1028 4206 – 4207                   |
| Calendário Holoceno                                                          | 11106                                                 |
| Calendário islâmico                                                          | 499 – 500                                             |
| Calendário judaico                                                           | 4866 – 4867                                           |
| Calendário persa                                                             | 484 – 485                                             |
| Calendário rúnico                                                            | 1356                                                  |
| Calendário solar tailandês                                                   | 1649                                                  |

1106 (MCVI, na numeração romana) foi um ano comum do século XII do calendário juliano, da Era de Cristo, e a sua letra dominical foi G (52 semanas), teve início numa segunda-feira e terminou também numa segunda-feira.
No território que viria a ser o reino de Portugal estava em vigor a Era de César que já contava 1144 anos.
| Ano completo                         |
| ------------------------------------ |
| Ano comum com início à segunda-feira |

## Eventos
- Grande Cometa de 1106[1]
- 28 de Setembro - Henrique I de Inglaterra derrota o irmão mais velho Roberto II da Normandia na batalha de Tinchebray e força-o a abdicar do seu ducado, que é integrado na coroa inglesa[2]
- Balaguer, Espanha, é capturada aos mouros pelo conde de Urgel.[3]
- Boleslau III da Polónia começa uma guerra contra seu irmão Zbigniew para o controle da Polônia.[4]

## Nascimentos
- Papa Celestino III (data aproximada; m. 1198)[5]
- Minamoto no Yorimasa, Líder japonês dos exércitos Minamoto na Guerra Genpei (m. 1180)[6]

## Mortes
- 7 de Agosto - Henrique IV, Sacro Imperador Romano-Germânico (n. 1050)[7]
- Robert Malet, barão inglês.[8]
- Ali ibn Tahir al-Sulami, psicólogo sírio[9]
- Iúçufe ibne Taxufine, regulador da Espanha e África do Norte[10]
- Magno I da Saxónia, n. 1045.